# Guadalajara Open Akron 2025
Guadalajara Open Akron 2025 este un turneu de tenis feminin care se joacă pe terenuri dure în aer liber. Este cea de-a 4-a ediție a turneului, un eveniment WTA 500 în circuitul WTA 2025 (retrogradat de la statutul WTA 1000 în anii anteriori). Acesta are loc la Panamerican Tennis Center din Zapopan, Guadalajara, Mexic, în perioada 8-14 septembrie 2025.

## Campioni

### Simplu feminin
Pentru mai multe informații consultați Guadalajara Open Akron 2025 – Simplu

### Dublu feminin
Pentru mai multe informații consultați Guadalajara Open Akron 2025 – Dublu

## Puncte și premii în bani

### Distribuția punctelor
| Probă  | Câștigător | Finalist | Semifinalist | Sfertfinalist | Runda 2 | Runda 1 | Q   | Q2  | Q1  |
| Simplu | 500        | 325      | 195          | 108           | 32      | 1       | 25  | 13  | 1   |
| Dublu  | 500        | 325      | 195          | 108           | 1       | N/A     | N/A | N/A | N/A |